# 한들물빛초등학교
한들물빛초등학교는 대한민국 충청남도 아산시에 있는 공립 초등학교이다.

## 연혁
- 2022년 3월 1일 : 개교